# 다니엘 콜라르시
다니엘 콜라르시(체코어: Daniel Kolář, 1985년 10월 27일 ~ )는 체코의 전 축구 선수로, 포지션은 공격형 미드필더이다. 그는 2003년 스파르타 프라하에서 첫 프로 데뷔전을 치렀으며, 2006년 체코 올해의 유망주 상을 받았다.

## 수상

### 클럽
빅토리아 플젠
- 체코 1부 리그: 2010–11, 2012–13, 2014–15
- 체코 컵: 2009–10
- 체코 슈퍼 컵: 2011

### 개인
- 체코 올해의 유망주: 2006